# Pferdename
Ein Pferdename ist ein zweitrangiger Adelstitel für Mitglieder des äthiopischen Königshauses. In manchem Fall ist der Pferdename der einzige bekannte Name eines Herrschers. Sie haben die Form von „Vater von X“, wobei „X“ der Name des Schlachtrosses der Person ist. Zu den bekannten Pferdenamen des äthiopischen Adels gehören:
| Name                   | Titel              | Pferdenamen  | Wörtliche Bedeutung des Pferdenamens                | Anmerkung | Quelle                      | Bild |
| ---------------------- | ------------------ | ------------ | --------------------------------------------------- | --- | --------------------------- | ---- |
| Alula Engida           | Ras                | Abba Nega    | Vater der Morgendämmerung                           | (* 1827 in Mennawe, Distrikt Tembien, Tigray; † 15. Februar 1897 in Abessinien) war ein tigrinischer bzw. äthiopischer General und Politiker. Europäer bezeichneten ihn wegen seiner militärischen Fähigkeiten „Garibaldi von Abessinien“. Mit seiner ersten Frau Wozero B'tweta hatte er drei Kinder. Um seine Stellung am kaiserlichen Hof zu stärken, ließ er sich scheiden und heiratete Wozero Amlesu Araya, Tochter des Ras Araya Dimtsu, Onkel des Kaisers Yohannes IV. Der Flughafen Alula Aba Nega wurde nach ihm und seinem Pferdenamen benannt. |                             |      |
| Balcha Safo            | Dejazmach          | Abba Nefso   | Vater der Seele                                     | (* 1863; † 6. November 1936), im Volksmund mit seinem Pferdenamen Abba Nefso genannt, äthiopischer Militärkommandant und Kronprinz, der sowohl im Italienisch-Äthiopischer Krieg (1895–1896) als auch im Abessinienkrieg Krieg diente. | [ 2 ] [ 3 ]                 |      |
| Bashah Aboye           | Dejazmach          | Abba Däffar  | Vater der Kühnheit                                  | (um * 1850; † 1. März 1896), äthiopischer Militärkommandant unter Menelik II., und Gouverneur mehrerer ehemaliger Fürstentümer und Regionen im Süden. Bashah starb im Kampf gegen die Italiener in der Schlacht von Adua. Er war ältester Sohn von Wäyzäro Ayahilush, einer Tochter von Sahle Selassie und Cousin von Kaiser Menelik II. | [ 4 ] [ 5 ]                 |      |
| Belay Zeleke           | Dejazmach          | Abba Koster  | Vater der Scharfschützen                            | (* 1912; † 12. Januar 1945) äthiopischer Militärkommandant, der während der italienischen Besetzung Äthiopiens von 1936 bis 1941 die Widerstandsbewegung der Arbegnoch in Godscham gegen die italienischen Faschisten anführte. Seine Mutter war Woizero Taytu Asna. Nach seinem fünfjährigen Kampf gegen die italienische Herrschaft in Äthiopien wurde er ein Brigantenführer. | [ 6 ]                       |      |
| Darge Sahle Selassie   | Ras                | Abba Gersa   | Vater der Wiederkehrenden Behinderung (des Feindes) | (um * 1825–1830; † 23. März 1900), äthiopischer Adliger des 19. Jahrhunderts, Provinzgouverneur, General und Vertrauter seines Neffen Kaiser Menelik II. Seine Mutter war Wozero Wurige. | [ 2 ] [ 7 ]                 |      |
| Garmame                | Dejazmach          | Abba Mala    |                                                     | (* 1808 oder 1810; † 22. März 1900) äthiopischer Militärkommandant, Provinzgouverneur und königlicher Berater im 19. Jahrhundert, der unter Negus Sahle Selassie, Haile Melekot und Kaiser Menelik II. diente. Er war führend bei der Befreiung Meneliks II. und anderer bedeutender Persönlichkeiten aus der Gefangenschaft im Juli 1865 und der Wiedereinsetzung des Shewan-Erben auf den Thron. Im Mai 1877 verhinderte er einen von Bafena ausgeheckten Staatsstreich und festigte die Position seines Negus. Nach seinem Rückzug aus dem Militär regierte Garmame große Teile des fruchtbaren Landes südlich von Ankober und ist auch für seine Rolle bei der Unterstützung der Bevölkerung während der katastrophalen Hungersnot von 1890 bekannt. | [ 8 ]                       |      |
| Habte Giyorgis Dinagde | Fitawrari          | Abba Mechal  | Vater der Toleranz                                  | (um * 1851; † 12. Dezember 1926), äthiopischer Militärbefehlshaber und Regierungsbeamter, der unter anderem als Vorsitzender des Ministerrats und als Kriegsminister während der Herrschaft von Menelik II., Kaiserin Zauditu sowie Haile Selassie diente. Er war auch Shum von Borena, Ibat und Mecha. | [ 2 ] [ 9 ]                 |      |
| Haile Maryam Gebre     | Dejazmach          | Abba Dammana | Vater der Wolke                                     | (Anfang des 19. Jahrhunderts) Gouverneur von Semien, Welkait und Wogera. Seine Mutter war Sahlitu Kefle Iyesus. Haile Maryam versuchte, seine erblichen Besitztümer trotz des ständigen Drucks rivalisierender Herrscher während der Äthiopischen Zemene-Mesafint-Ära zu halten. | [ 10 ]                      |      |
| Johannes IV.           | König der Könige   | Abba Bezibiz |                                                     | (* 1831; † 10. März 1889 in Metemma bzw. Gallabat an der Grenze zum Sudan, auch Johannes IV., Kassa Sebagadis) war Fürst von Tigray und von 1872 bis 1889 Kaiser von Äthiopien. | [ 2 ]                       |      |
| Lul Seged              | Ras                | Abba Balay   |                                                     | († 17. Oktober 1916, auch Leul Sagad) äthiopischer Höfling und Armeekommandant (Ras) unter Kaiser Menelik II. Er war eine Schlüsselfigur im späten 19. und frühen 20. Jahrhundert und verantwortlich für mehrere erfolgreiche militärische Kampagnen, wurde jedoch während des Kampfes um Meneliks Nachfolge in einer Schlacht getötet. Leul Seged war durch seinen Bruder Wube Atnaf Sagad, den zweiten Ehemann von Meneliks Tochter Zauditu, eng mit dem äthiopischen Hof verbunden. | [ 11 ]                      |      |
| Menelik II.            | König der Könige   | Abba Dagnew  | Vater der Gerechtigkeit                             | (* 17. August 1844 in Ankober; † 12. Dezember 1913 in Addis Abeba; eigentlich Sahle Mariam) war König von Shewa (1865–1889) und von 1889 bis 1913 Kaiser von Äthiopien. Titel dieser Kaiser war Neguse Negest (König der Könige). Menelik war viermal verheiratet, seine letzte Frau Taytu Betul ehelichte er am 2. Mai 1883. | [ 2 ]                       |      |
| Sabagadis Woldu        | Dejazmach          | Abba Garay   |                                                     | (* 1780; † 1831, Taufname: Za-Manfas Qedus) war von 1822 bis 1831 Gouverneur der Provinz Tigray des Kaiserreich Abessinien. Sabagadis rebellierte mehrfach gegen Ras Wolde Selassie versöhnte sich aber mit ihm kurz vor dessen Tod 1816. Er widersetzte sich der Autorität von Wolde Selassies Sohn und wurde der mächtigste Kriegsherr in Tigray. Er machte Adigrat zu seiner Hauptstadt und herrschte bis 1818 über Tigray und die Küstenebenen Eritreas. Seine Herrschaft erstreckte sich auch auf das eritreische Hochland (Hamasien, Akele Guzai und Seraye). | [ 12 ] [ 13 ] [ 14 ] [ 15 ] |      |
| Tekle Haymanot         | Negus von Godscham | Abba Tanna   |                                                     | (um * 1847; † 10. Januar 1901, geboren Adal Tesema), König von Godscham, Heerführer und Adliger des Kaiserreich Abessinien. | [ 16 ] [ 17 ]               |      |
| Tessema Nadew          | Ras Bitwoded       | Abba Qamaw   |                                                     | († 10. April 1911) Äthiopischer Offizier und Politiker. Seine Mutter war Wozero Qonjit Debneh. Er diente als Gouverneur der Provinz Illubabor, deren Rückeroberung er anführte und dabei an der Schlacht von Adua teilnahm. Auf dem Bild sind zu sehen: Tessema Nadew (3. von links) mit Adligen und Mitgliedern der Regierung von Menelik II. (von links nach rechts): 1. Negadras Yigezu Behabte, 2. Fitawrari Habte Giyorgis Dinagde, 3. Tessema Nadew, 4. Negadras Haile Giyorgis Woldemikael, 5. Iyasu V., 6. Wagshum Kebede Tafari, 7. Leul Dejazmach Haile Selassie Gugsa, 8. Dejazmach Gebreselassie Bariagaber | [ 18 ] [ 19 ]               |      |
| Theodor II.            | König der Könige   | Abba Tatek   | Vater der Bereitschaft (zu den Waffen)              | (* 1818 in Scherhié, historische Provinz Quara; † 13. April 1868 in Magdala, heute: Region Amhara, geboren als Kassa Hailu) war zunächst Gouverneur von Quara (Kwara) und von 1855 bis 1868 Kaiser von Äthiopien. |                             |      |
| Welde Giyorgis Aboye   | Negus von Gondar   | Abba Saggad  |                                                     | (* 4. November 1851; † 1. März 1918) Ääthiopischer General, führte gegen Ende des 19. Jahrhunderts die Expansion nach Süden von Kaiser Menelik II. an. Er war der zweite Sohn von Wozero Ayahilush, einer Tochter von Sahle Selassie. Er leitete als Ras die Eroberung des Königreichs Kaffa, und wurde anschließenddort Provinzgouverneur. Später wurde er Gouverneur von Begemder. Kaiserin Zauditu ernannte ihn 1917 zum Negus von Gondar, in Anerkennung seiner Rolle bei der Absetzung von Iyasu V. | [ 2 ] [ 20 ]                |      |